# إلسا لانشيستر
إلسا لانشيستر (بالإنجليزية: Elsa Lanchester) (و. 1902 – 1986 م) هي ممثلة مسرح، وممثلة أفلام بريطانية، ولدت في لندن، توفيت عن عمر يناهز 84 عاماً، بسبب ذات الرئة.

## وصلات خارجية
- إلسا لانشيستر على موقع IMDb (الإنجليزية)
- إلسا لانشيستر على موقع الموسوعة البريطانية (الإنجليزية)
- إلسا لانشيستر على موقع روتن توميتوز (الإنجليزية)
- إلسا لانشيستر على موقع ألو سيني (الفرنسية)
- إلسا لانشيستر على موقع ميوزك برينز (الإنجليزية)
- إلسا لانشيستر على موقع ميوزك برينز (الإنجليزية)
- إلسا لانشيستر على موقع تيرنر كلاسيك موفيز (الإنجليزية)
- إلسا لانشيستر على موقع أول موفي (الإنجليزية)
- إلسا لانشيستر على موقع قاعدة بيانات برودواي على الإنترنت (الإنجليزية)
- إلسا لانشيستر على موقع قاعدة بيانات الأفلام السويدية (السويدية)